# Ginkgo shiguaiensis
Ginkgo shiguaiensis Sun Dilcher, Wang, Sun et Ge, 2008 es una especie vegetal de porte arbóreo perteneciente al orden Ginkgoales. Esta planta es conocida a partir de los restos fósiles de sus hojas localizados en estratos pertenecientes a la Formación Zhaogou, del periodo Jurásico Medio en las proximidades de una mina de carbón en Shiguai, Mongolia interior, China.
Como ocurre con gran parte de las especies del género Ginkgo shiguaiensis únicamente es conocido por los fósiles de sus  hojas, unos 11 ejemplares que aparecieron asociados a hojas de Ginkgo longifolius y a otra especie sin identificar. Las hojas de G. shiguaiensis tuvieron una morfología en abanico hasta casi suborbicular pues sus márgenes se abrían en un ángulo de 80° a 220°. La hoja estaba dividida en dos lóbulos principales por una profunda hendidura. Cada uno de esos lóbulos se dividía a su vez en otros dos y los más externos de estos en dos más. La nerviación de la lámina de la hoja era subparalela, su epidemis lisa, sin tricomas y poseía un largo peciolo. Todas las hojas eran anfistomáticas, con estomas en sus dos caras, aunque el haz tuvo una menor concentración de estomas que el envés. Los estomas estaban formados por dos células de guarda con papilas muy notorias, entre cuatro y seis células accesorias a sus lados y dos células polares en sus extremos.

## Descripción
Los restos fósiles conocidos de Ginkgo shiguaiensis son únicamente hojas y aparecieron asociadas a los de otra especie de su mismo género, Ginkgo longifolius, y a varias hojas de Ginkgo sin adscripción específica. Este vegetal posee hojas petioladas con forma de abanico y el margen apical semioricular o plano. Son órganos medianamente grandes, con entre 30 y 40 mm de largo y de 60 a 70 mm de ancho. El peciolo que une la hoja a los tallos, que no se han conservado, tiene siempre más de 30 mm y entre 1,5 y 2 mm de grosor. En su parte basal los márgenes de la hoja forman un ángulo de entre 80° y 220°. La lámina se encuentra dividida en dos con cada una de las mitades divididas a su vez en dos marcados lóbulos. Cada uno de esos lóbulos exteriores también se encuentran profundamente divididos con el más externo de forma ovolanceolada de 25 a 60 mm de largo y entre 6 y 10 mm de anchura. Los lóbulos interiores son enteros o divididos en lóbulos muy superficialmente. Todos los lóbulos de la hoja tienen el ápice redondeado u obtuso. En la superficie de la hoja se observan unas venas dicótomas en un número de entre 10 y 12 cada 5 mm de lámina. Tanto la epidermis inferior como la superior tienen aproximadamente el mismo grosor, y no presenta tricomas. Las células que la forman son poligonales, con de cuatro a seis lados y alrededor de 20 a 30 μm de anchura. La hoja de Ginkgo shiguaiensis es anfistomática, posee estomas tanto en el haz como en el envés, una característica muy extendida entre los representantes del género Ginkgo del Jurásico y Cretácico y que apenas se observa en una especie cenozoica, Ginkgo jiayinensis. Tanto el haz como el envés poseen dos zonas bien diferenciadas por su concentración estomática, las zonas estomatales que poseen una gran concentración de estas estructuras y las zonas no estomatales que presentan una baja concentración. Las zonas no estomatales de la epidermis superior son ligeramente menores, de unas 5 a 10 células de anchura, que las de la epidermis inferior, con unas 8 a 15 células. Las zonas estomatales por su parte poseen los estomas en disposición y orientación completamente aleatoria.
Así, la densidad estomática que presenta el haz de la hoja, unos 5 a 8 estomas por mm² es muy inferior a la que presenta el envés, unos 30 a 40 estomas por mm². Tal y como ocurre en la especie Ginkgo jiayinensis las células de la epidermis son dimórficas, diferentes en la zona abaxial y en la adaxial. De este modo las células que forman el epitelio del envés de las zonas no estomatales son muy variables en tamaño, entre 30 y 280 μm de longitud y alrededor de 15 a 20 μm de anchura mientras que en las mismas zonas del haz son elongadas con entre 60 y 140 μm de largo y entre 15 y 25 μm de anchura. Los estomas son morfológicamente iguales tanto en el haz como en el envés. Poseen dos células de guardia ligeramente hundidas en la epidermis de entre 20 y 25 μm de longitud y 8 a 10 μm de anchura con emergencias papilares muy notorias, de 15 a 23 μm de longitud y de 8 a 10 μm de grosor. Estas células suelen presentar estriaciones radiales en las paredes celulares periclinares que cierran el estoma. El estoma posee también de cuatro a seis células accesorias alrededor de las células de guardia y dos células polares trapezoidales, con de entre 15 y 20 μm de largo y entre 7 y 12 μm de anchura, en sus extremos.

## Hábitat y distribución
Los restos fósiles correspondientes a las hojas de Ginkgo shiguaiensis fueron hallados en rocas areniscas de la Cuenca del río Shiguai, en Mongolia interior, China. Esta zona posee abundantes yacimientos mesozoicos correspondientes a una cuenca de sedimentación no marina formada por limonitas, margas, areniscas y conglomerados. De este modo aparecen cuatro formaciones geológicas sucesivas que abarcan desde el Jurásico inferior (Formación Wudanggou), Jurásico medio (Formaciones Zhagou y Changhangou) y Jurásico superior (Formación Daqingshan). Así, la zona en la que aparece G. shiguaiensis se corresponde con la Formación Zhagou, del Jurásico medio. La flora presente es muy rica, con varios géneros de helechos como Cladophlebis, Coniopteris, Eboracia, Hausmannia o Raphaelia, de cicadales como Anomozamites, Cladophlebis o Pterophyllum y de otras gimnospermas como Baiera, Czekanowskia, Elatocladus, Phoenicopsis, Pityophyllum  o Storgaardia. Junto a los fósiles vegetales aparecen también numerosas especies de bivalvos, peces e insectos. Tanto las asociaciones de flora y fauna como la litología de la región permiten deducir que el ecosistema en el que se desarrolló Ginkgo shiguaiensis era un pantano o lago.

## Taxonomía y evolución
Etimológicamente Ginkgo shiguaiensis toma su nombre de género, Ginkgo, de la transliteración de las dos palabras que forman el nombre del árbol Ginkgo biloba en japonés, Gin an e Itsjò, que significan albaricoque plateado. El epíteto específico por su parte, shiguaiensis, hace referencia al lugar en el que los restos fueron encontrados, la cuenca del río Shiguai.